# كونور الأسعار
كونور الأسعار هو ممثل كندي، ولد في 11 نوفمبر 1994 بتورونتو في كندا.

## أعمال

### أفلام
- (2005) رجل السندريلا[4]
- (2007) حظا سعيدا تشاك[5]

### مسلسلات
- كونك إنسان

## وصلات خارجية
- كونور الأسعار على موقع IMDb (الإنجليزية)
- كونور الأسعار على موقع قاعدة بيانات الفيلم (الإنجليزية)
- كونور الأسعار على موقع ANN person (الإنجليزية)